# Morgan Moses
Morgan Moses (Richmond, 3 marzo 1991) è un giocatore di football americano statunitense che gioca nel ruolo di offensive tackle per i New England Patriots della National Football League (NFL). Fu scelto nel corso del terzo giro (66º assoluto) del Draft NFL 2014. Al college ha giocato a football all'Università della Virginia.

## Carriera

### Washington Redskins
Mosese fu scelto nel corso del terzo giro del Draft 2014 dai Washington Redskins. Il 29 maggio firmò un contratto quadriennale con la franchigia. Debuttò come professionista subentrando nella gara della settimana 2 contro i Jacksonville Jaguars. La sua stagione da rookie si concluse con otto presenze, di cui una come titolare.

### New York Jets
IL 2 luglio 2021 Moses firmò un contratto di un anno del valore di 3,6 milioni di dollari con i New York Jets.

### Baltimore Ravens
Il 16 marzo 2022 Moses firmò un contratto triennale del valore di 15 milioni di dollari con i Baltimore Ravens.

### Ritorno ai New York Jets
Il 13 marzo 2024 Moses e una scelta del quarto giro furono scambiati con i New York Jets per una scelta del quarto e del sesto giro.